# Caimito (Colombia)
Caimito è un comune della Colombia facente parte del dipartimento di Sucre.

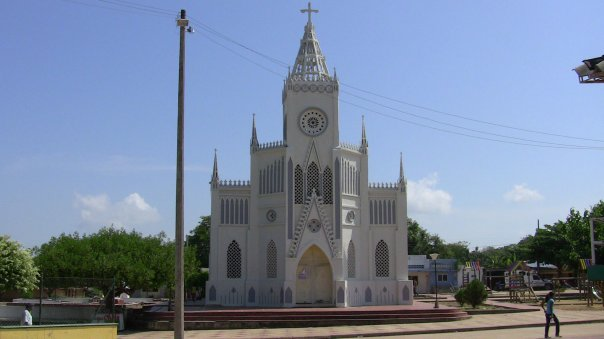

L'abitato venne fondato da Andrés e Cruz Molina nel 1607.